# Ablie Jallow
Ablie Jallow (Abdoulie Jallow; * 14. November 1998 in Bundung) ist ein gambischer Fußballspieler, der als Flügelspieler für den Schweizer-Traditionsverein Servette FC und die gambische A-Nationalmannschaft spielt.

## Verein
Jallow wurde in Bundung geboren und verbrachte seine frühe Karriere bei Real de Banjul und AS Génération Foot. Mit letzterem gewann er in der Saison 2016/17 die senegalesische Meisterschaft.
Im Juli 2017 unterzeichnete Jallow einen Fünfjahresvertrag beim Ligue-1-Verein FC Metz. Im September 2019 wechselte er auf Leihbasis zu AC Ajaccio. Im August 2020 verließ Jallow Metz erneut auf Leihbasis und wechselte zusammen mit fünf anderen Metz-Leihspielern zum belgischen Verein RFC Seraing. Im Sommer 2025 wechselte Ablie Jallow zum Schweizer Traditionsverein Servette FC aus Genf. Er unterschrieb einen Vertrag bis 2028.

## Nationalmannschaft
Jallow gab im Juni 2015 sein Länderspieldebüt für Gambia bei einer 1:3-Niederlage gegen den Senegal. Am 12. Januar 2021 erzielte Jallow beim 1:0-Sieg gegen Mauretanien Gambias erstes Tor beim Afrika-Cup.

## Erfolge
- Senegalesischer Meister: 2017